# 광대공포증

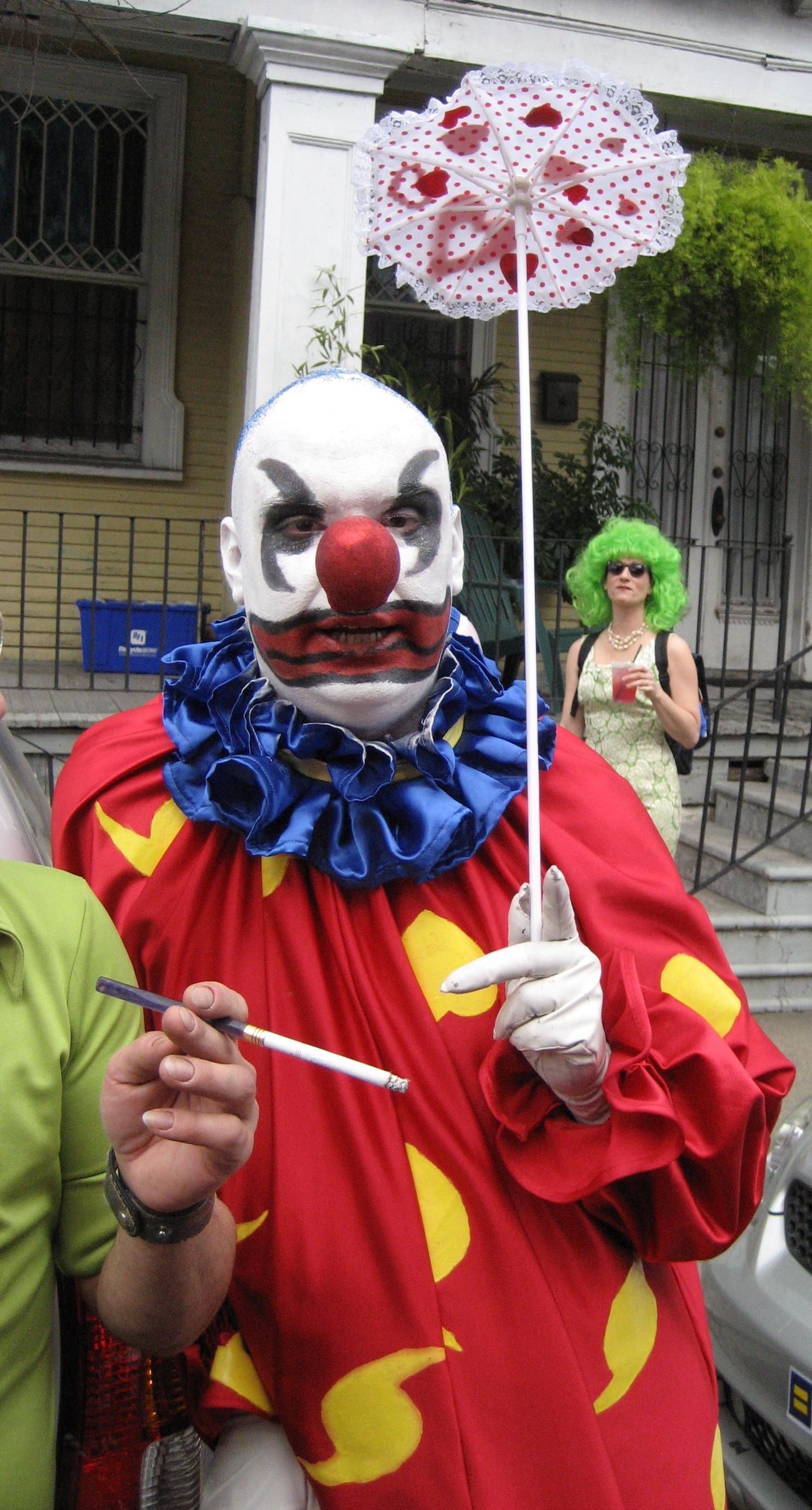

광대공포증(coulrophobia)이란 광대를 무서워하는 공포증이다.

## 정의
광대공포증이란 말 그대로 광대를 무서워하는 공포증이다. 그러나 아직 광대공포증은 의학적으로 정식 인정된 증상이나 공포증이 아니다. WHO의 ICD-10이나 APA의 DSM-V에 등재되어 있지 않다.

## 사회적 특성
입원한 어린이의 1.2%가 이를 겪고 있으며, 소아과 의사와 소아과 레지던트 14명 중 4명이 광대를 두려워한다고 한다.
영화 등의 매체를 통하여 "무서운 광대"에 대한 이미지가 확립되어 영향을 주기도 한다. 예를 들자면 그것(2017) 시리즈가 있다. 2016년에는 전 세계적으로 "킬러 광대"(killer clowns)가 목격되었다는 보고가 있었다. 킬러 광대란 순진한 행인을 겁주기 위한 용도로 분장한, 위협적으로 보이는 광대이다.

## 같이 보기
- 광대
- 공포증
- 그것